# 劉允章
劉允章（?—?），字蕴中。洺州廣平（今河北永年）人。
劉允章是劉寬夫之子。唐懿宗时，任職翰林學士。他在《直諫書》用“國有九破”描繪過當時的局勢：“終年聚兵，一破也。蠻夷熾興，二破也。權豪奢僭，三破也。大將不朝，四破也。廣造佛寺，五破也。賂賄公行，六破也。長吏殘暴，七破也。賦役不等，八破也。食祿人多，輸稅人少，九破也。”咸通九年，任職知贡举，不久出京為鄂州觀察使、檢校工部尚書，僖宗廣明元年轉任東都留守。是年十一月十七日，黄巢攻入洛阳，劉允章率百官迎接，受任命，不久罢官居家。